# Antrophyum chlorosporum
Antrophyum chlorosporum là một loài dương xỉ trong họ Pteridaceae. Loài này được Mickel & Beitel mô tả khoa học đầu tiên năm 1988.